# Gebouw G (Radio Kootwijk)

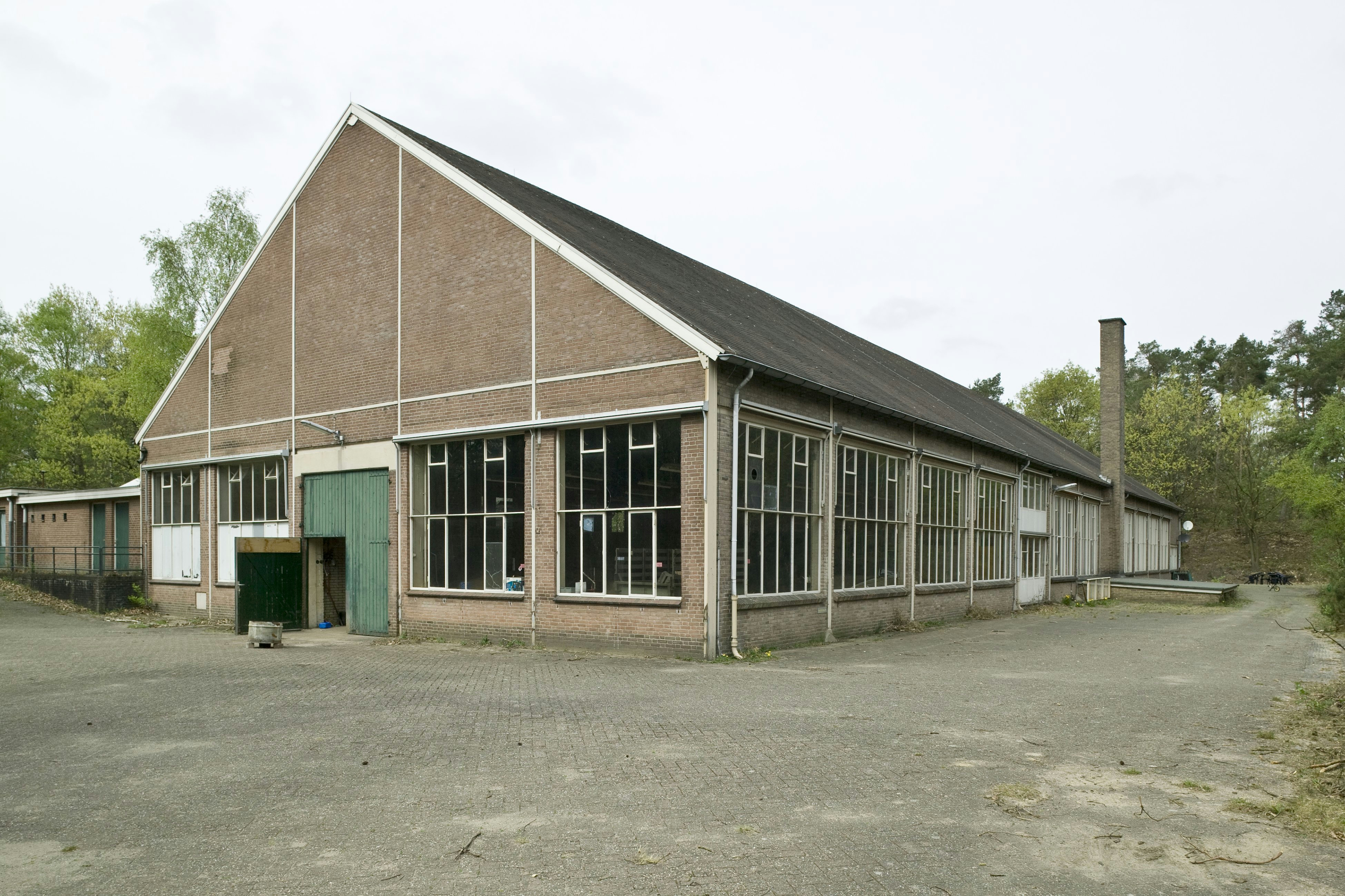
Gebouw G in 2007

Gebouw G (constructiehal voor zendapparatuur) is een bouwwerk op het voormalige zenderpark Radio Kootwijk. Het ligt aan de rand van het zenderpark, aan de Radioweg, tegenover het hotel en de watertoren. Gebouw G werd gebouwd in 1942 door de Duitse bezetter, gelijktijdig met gebouw J. Vanwege de betrokkenheid van het bedrijf Siemens wordt de hal ook wel Siemensloods of Siemenshal genoemd. In 1943 werd onder het gebouw een schuilgang gerealiseerd, die inmiddels niet meer aanwezig is.
Gebouw G werd gebruikt voor de ontwikkeling, bouw en het onderhoud van zendapparatuur. Het heeft deze functie behouden tot de sluiting van het zenderpark.
Sinds 2011 is gebouw G in gebruik als 'Theaterloods'.
Gebouw A (zendgebouw) · Gebouwen, C, D en E (zendgebouwen) · Gebouw F (directiegebouw) · Gebouw G (constructiehal voor zendapparatuur) · Gebouw H (hotel) · Gebouw P (Utrechtse loods) · Autogarage C · 50kV-station · Watertoren